# Massacre de Centralia
Le massacre de Centralia est un incident de la guerre de Sécession au cours de laquelle vingt-quatre soldats nordistes désarmés ont été capturés et exécutés à Centralia (Missouri) le 27 septembre 1864 par le chef de la guérilla pro-sudistes William T. Anderson. Le futur hors-la-loi Jesse James était parmi la guérilla.

## Contexte
À l'automne 1864, les sudistes, dont les positions se détérioraient rapidement, lancèrent une invasion du nord du Missouri. Elle fut conduite par le général Sterling Price et la garde de l'État du Missouri. L'objectif était de peser sur l'élection présidentielle de 1864 en prenant Saint-Louis et la capitale de l'État, Jefferson City. Price mena une guérilla, en particulier en perturbant le chemin de fer ; William T. "Bloody Bill" Anderson y prit part.
Le 23 septembre 1864, Anderson engagea une escarmouche dans le comté de Boone à 7 milles (11 km) à l'est de Rocheport. Ses hommes tuèrent onze soldats nordistes et trois civils conducteurs de mules noirs. Les nordistes répliquèrent le lendemain en abattant six hommes d'Anderson, après les avoir capturés dans une maison à Rocheport.
Le même jour, Anderson attaqua la ville de Fayette, tenue par les nordistes. Les pertes sudistes s'élevèrent à treize tués et plus de trente blessés, alors que les pertes nordistes furent d'un tué et deux blessés.

## Le massacre de Centralia
Le 27 septembre 1864, à 9 h du matin, William T. Anderson et quatre-vingt guérilleros dont certains portaient des uniformes nordistes volés, entrèrent à Centralia (Missouri) pour couper le North Missouri Railroad. Ils pillèrent la ville. Anderson bloqua la ligne, ce que le mécanicien du train ne réalisa que trop tard, puisque les hommes qu'il voyait portaient des uniformes bleus. Les guérilleros envahirent le train. Les 125 passagers furent divisés en soldats et en civils. Au total, vingt-trois soldats étaient à bord, tous en permission après la bataille d'Atlanta, rentrant dans leurs foyers dans le nord-ouest du Missouri ou le sud-ouest de l'Iowa.
Les nordistes durent quitter leur uniforme. Anderson demanda s'il y avait un officier, le sergent Thomas Goodman fit un pas en avant. Les hommes d'Anderson abattirent les autres. Les corps furent scalpés. Les guérilleros mirent le feu au train et l'envoyèrent vers Sturgeon. Puis ils incendièrent le dépôt et quittèrent la ville. Le sergent Goodman fut fait prisonnier sur ordre d'Anderson, pour servir de monnaie d'échange. Il passa dix jours en captivité avant de s'enfuir alors qu'ils se préparaient à traverser la Missouri près de Rocheport.

## Bataille de Centralia
Vers 15 h, le major nordiste A.V.E. Johnston, avec 155 hommes du 39e régiment d'infanterie montés du Missouri, nouvellement formé, entrèrent à Centralia. Les habitants les avertirent qu'Anderson avait 80 hommes armés avec lui. Johnston conduisit ses hommes à leur rencontre. Les nordistes trouvèrent les hommes d'Anderson, et Johnston décida de les combattre à pied, il fit descendre ses hommes de cheval et les aligna (emplacement : 39° 10′ 28″ N, 92° 06′ 35″ O). Les hommes d'Anderson se replièrent et firent une charge de cavalerie. Les recrues nordistes, armés de fusils Enfield à chargement par la bouche, n'étaient pas de taille à affronter les guérilleros d'Anderson et leurs pistolets. La première salve de Johnston tua plusieurs guérilleros, mais ils furent finalement submergés. Selon Frank James, son jeune frère Jesse tua le major Johnston d'un coup de pistolet. Des 155 nordistes, 123 furent tués pendant la bataille.